# جبال أكنا
جبال أكنا (بالإنجليزية: Akna Montes)‏ هو أحد سلاسل الجبال في كوكب الزهرة.

## الإحداثيات
68°54′N 318°12′E / 68.9°N 318.2°E

يقع في 68.9 درجة على العرض الجغرافي شمالاً وفي 318.2 درجة على الطول الجغرافي شرقاً.

## الأبعاد
القطر أو أطول بعد للتضاريس بالكيلومترات هو 830.0.

## حالة إعتماد الاسم
تم اعتماده من الجمعية العامة للاتحاد الفلكي الدولي (IAU).

## أصل التسمية
على اسم أكنا، إلهة الأمومة والولادة في أساطير المايا